# Rhynchospora stricta
Rhynchospora stricta là loài thực vật có hoa trong họ Cói. Loài này được Boeckeler miêu tả khoa học đầu tiên năm 1873.